# Pierre-Antoine Robert de Saint-Vincent
 (décembre 2019).
Pour les autres membres de la famille, voir Famille Robert de Saint-Vincent.
Le vicomte Pierre-Antoine Robert de Saint Vincent est un magistrat français né à Paris le 29 mai 1756 et mort à Paris le 31 janvier 1826.

## Biographie
Fils de Pierre-Augustin Robert de Saint-Vincent et d'Élisabeth Jogues de Guédreville, Pierre-Antoine Robert de Saint-Vincent est reçu comme conseiller au Parlement de Paris le 15 août 1778.
En décembre 1790, il suit ses parents en émigration, à Genève.
Rentré en France sous Bonaparte, il occupe les fonctions de proviseur du lycée de Caen de 1810 à 1812, puis au lycée de Versailles.
Lors de la première Restauration, le roi Louis XVIII le nomme à la cour royale de Paris le 24 juin 1814, puis conseiller à la Cour de cassation le 21 février 1815, dès le rétablissement de l'institution.
Il est confirmé dans le titre de vicomte par Louis XVIII en 1817.
Il acquiert le château de Forges-les-Bains en 1819.